# Petromin
CNM Petromin este o companie de transport naval din România.
Petromin este controlată de stat, prin Autoritatea pentru Valorificarea Activelor Statului (AVAS), care deține 70% din capital.
Un alt acționar este SIF Transilvania, cu 23,8% din titluri.
Acționarii rezultați în urma programului de privatizare în masă controlează 6,1% din titluri.
Petromin era după 1989 una dintre cele mai importante companii de transport maritim din țară, deținând o bună parte din flota comercială a României.
Privatizarea unor nave ale companiei, de care se leagă și numele președintelui Traian Băsescu, a fost anchetată în dosarul „Flota”.
La momentul înființării, în 1990 prin divizarea întreprinderii de stat Navrom, compania deținea o flotă de 89 de nave.
Pentru că o parte din cele 89 de nave preluate staționau, producând astfel pagube, conducerea Petromin a hotărât retehnologizarea lor.
Datorită conjuncturii economice societatea nu a putut obține credite nici de pe piața internă nici de pe cea internațională.
Drept urmare, a fost formată o societate mixtă împreună cu firma norvegiana Klaveness Chartering.
Firma a preluat navele, care treptat au fost vândute.
În iulie 2009, Petromin mai deținea 3 nave, respectiv un împingător și două vrachiere.
În plus față de cele trei nave, compania mai deținea o clădire administrativă în portul Constanța, un complex turistic în staținea Saturn, precum și 16 spații comerciale în Constanța și acțiuni în cadrul firmei de servicii fluviale Trans Europa din Galați.
În anul 2008, compania a înregistrat venituri totale de 1,3 milioane euro și pierderi de 2,1 milioane euro.
Număr de angajați în 2008: 68